# Lifan X60
Lifan X60 (Ліфан Ікс60) — перший кросовер в модельному ряді китайської компанії Lifan. Концепт автомобіля був представлений навесні 2010 року в Пекіні, а версія, готова до виробництва, дебютувала на автосалоні в Шанхаї в квітні 2011 року.

## Опис

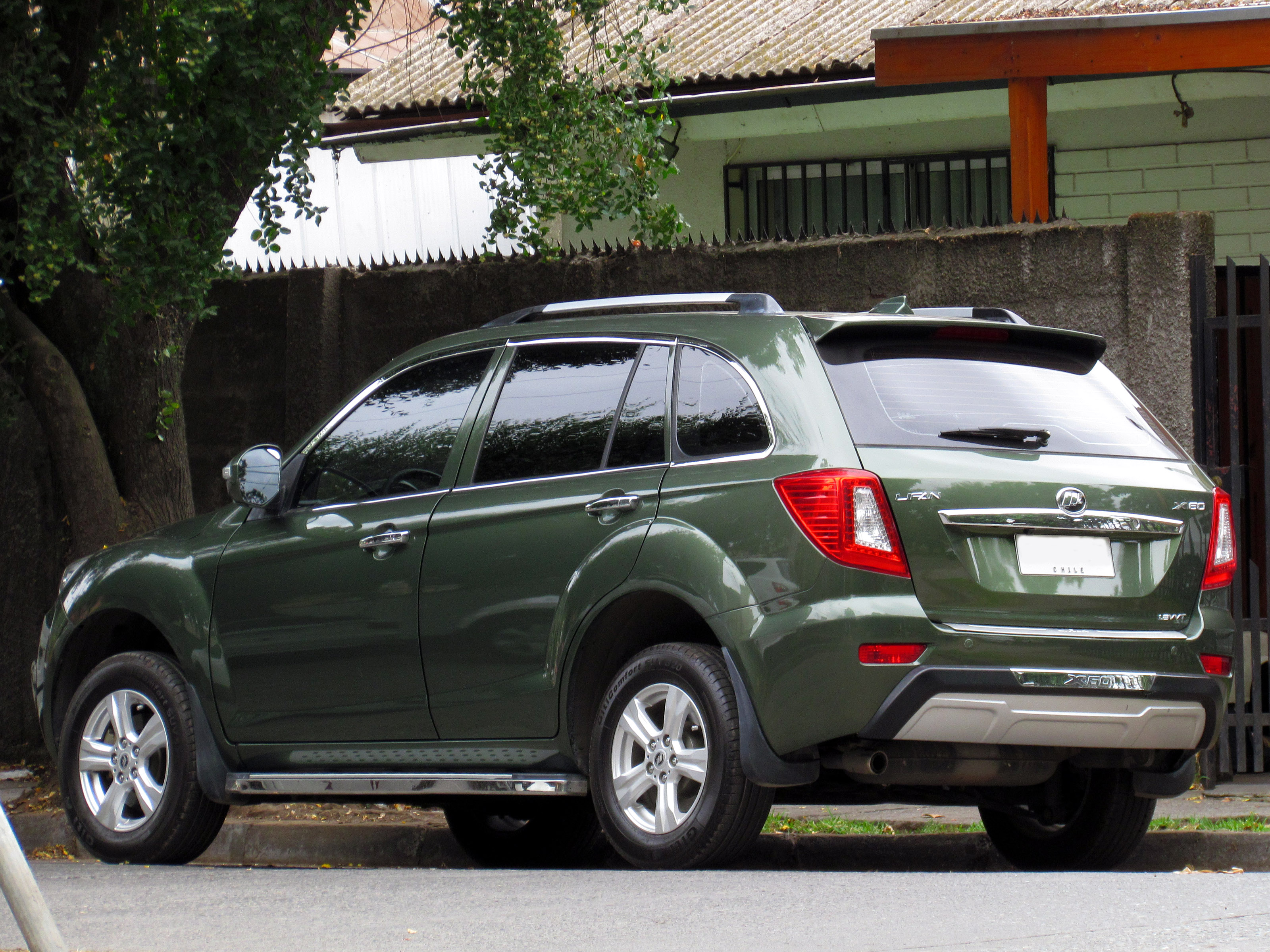

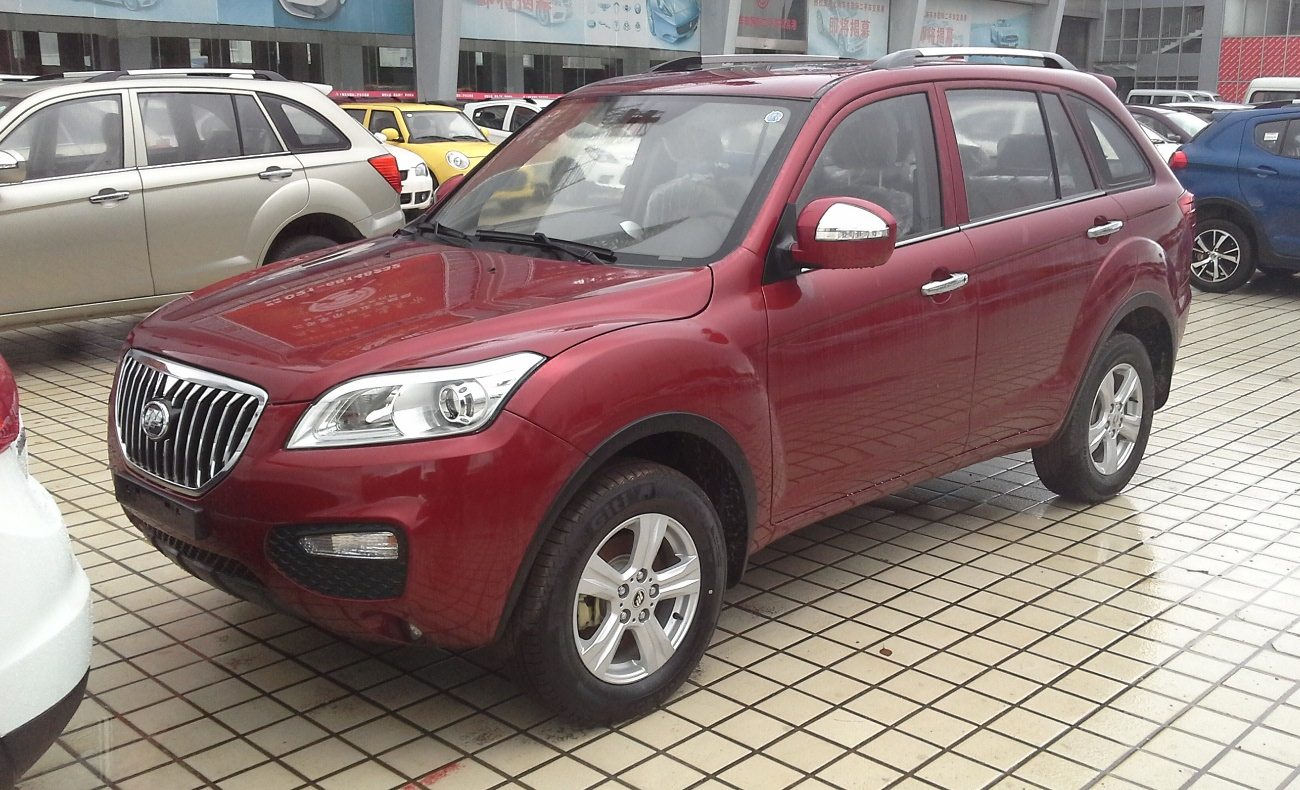
Lifan X60 (з 2015)

У базовій комплектації Ліфан X60 оснащується переднім приводом, 5-ступінчастою механічною коробкою передач, АБС, системою розподілу гальмівних зусиль (EBD), датчиком парковки, електропакетом і центральним замком. У топовій комплектації доступний повний привід і безступінчата трансмісія.
Lifan X60 приводиться в рух 4-циліндровим бензиновим двигуном об'ємом 1,8 літра. Потужність його дорівнює 133 к.с. при 6000 об/хв, що дозволяє розганятися до 100 км/год за 11,2 секунди. Максимальний крутний момент в 168 Нм досягається в діапазоні від 4200 до 4400 об/хв, а найвища швидкість кросовера обмежена 170 км/год.
За рівнем вихлопу двигун Ліфан X60 відповідає нормам Євро-4. Складання автомобіля налагоджено в Китаї, а також планується налагодити виробництво на російському заводі Derways в Черкеську.

В 2015 році відбувся перший рестайлінг моделі. Lifan X60 обзавівся варіатором. В ході рестайлінгу була змінена радіаторна решітка, задня оптика, пластмасова накладка на арки коліс (не на всіх).